# Arthur Bancroft
Arthur Bancroft (10 tháng 7 năm 1903 – 1984) là một cầu thủ bóng đá người Anh thi đấu ở vị trí Trung vệ.

## Sự nghiệp
Sinh ra ở Darlington, Bancroft thi đấu cho Tow Law Town, Bradford City và Aldershot. Với Bradford City, ông có 30 lần ra sân ở Football League.